# Буряченко Олексій Валентинович
Олексі́й Валенти́нович Буряче́нко (нар. 17 січня 1984, м. Вінниця, УРСР) — український політолог, юрист, аналітик, науковець, правозахисник і громадський діяч; експерт з менеджменту в урядовому і неурядовому секторах.

## Життєпис
Олексій Буряченко народився 17 січня 1984 року у Вінниці.
2006 — закінчив Юридичний університет ім. Я. Мудрого з відзнакою, за спеціальністю «правознавство» та отримав кваліфікацію юриста. 2008 р. закінчив Вінницький інститут Київського торговельно-економічного університету з відзнакою, за спеціальністю «державні фінанси та аудит» та отримав кваліфікацію спеціаліст з фінансів, економіст-фінансист.
2014 — закінчив курс «Регіональна академія транскордонного співробітництва» за підтримки МЗС України, посольства Німеччини в Україні та Українського інституту міжнародної політики. Того ж року закінчив курс «Права людини та громадянська активність» від Національного фонду на підтримку демократії (NED), Української Гельсінської Спілки з права людини.
2015 — закінчив курс «Civil and Political School» (Напрямок: міжнародні відносини, геополітика), а також курс Національного фонду демократії «Тренінг для тренерів» (отримав сертифікат «тренер з політичної освіти»).
2016 — закінчив програму Інституту політичної освіти «Майстерня Європейської політики» та програму Центру інформації та документації НАТО «Школа Євроатлантичної Солідарності», а у 2018 році — сертифікований навчальний курс «Сучасні аспекти громадського здоров'я» (USAID, PEPFAR, Deloitte).

## Кар'єра
2007—2016 — викладав у різних ВИШах України (політологія, правознавство, медичне право, фармацевтичне право).
2015—2016 — запрошений тренером для підготовки нових працівників Національної поліції (права людини, конституціоналізм, верховенство права та партнерство правоохоронних органів та громадянського суспільства).

### Державна служба
З 2017 — працює на державній службі. У січні-серпні 2017 — перший заступник голови Подільської районної адміністрації Одеської області (з 22 лютого по липень 2017 — в.о. голови); у серпні-грудні 2017 — перший заступник голови Липоводолинської районної адміністрації Сумської області. Займався питаннями транскордонного співробітництва та впровадженням реформи децентралізації, за його урядування створено Куяльницьку ОТГ Одеської області та ініційовано створення ОТГ в Липоводолинському районі Сумської області.
3 2018 — член Комітету з програмних питань Національної ради з питань протидії туберкульозу та ВІЛ-інфекції/СНІДу МОЗу.
2017—2018 — директор ДУ «Сумський обласний центр громадського здоров'я» (її перший директор). Ініціював розробку проєкту Типової регіональної програми громадського здоров'я МОЗ України (Рішення комітету з програмних питань Національної ради з питань протидії туберкульозу та ВІЛ/СНІДу МЗС 23 січня 2018 року).
2018 — впроваджував проєкти Глобального фонду для боротьби із СНІДом, туберкульозом та малярією.

### Політика
Один із засновників партії «Сила людей» (зареєстрована 20 серпня 2014 року). 2015 року очолив Вінницьку обласну організацію партії.
2014 — керівник виборчої кампанії партії «Сила людей» у Вінницькій області на виборах до Верховної Ради. 2015 — керівник виборчого штабу партії на місцевих виборах до Вінницької міської ради.
2017 — зупинив членство в партії через призначення першим заступником голови Подільської райдержадміністрації Одеської області.

### Інституційно-дорадча та експертна діяльність
З 2014 виступає залученим експертом, входить до групи експертів та займається розробкою законодавчих ініціатив:
- розробка законопроєктів про очищення влади за підтримки фонду «Відкритий Діалог» та урядового фонду США USAID «RADA»;
- створення рекомендацій для навчання патрульної поліції;
- участь у розробці законопроєкту «Про державне фінансування політичних партій»;
- розробка і проведення Фонду Конрада Аденауера в Україні тренінгів на тему: «Краще Регулювання державної політики: аналіз та механізми впровадження».
- розробка концепцій для реформування судової системи в Україні (в частині аналізу роботи присяжних та народних засідателів) і системи державного управління, в рамках роботи Центру «Новітніх Досліджень».

## Громадська діяльність
2017 — став одним із розробників створення Інституту національно-патріотичного виховання молоді «Захист вітчизни», що консолідує систему національно-патріотичного виховання молоді.
2018 — ініціатор Проєкту щодо створення мережі «Незалежна Національна „Ліга Моніторів“ виборчого процесу». Було отримано дозвіл від ЦВК України мати офіційних спостерігачів від Проєкту під час чергових виборів Президента України 31 березня 2019 року.
2019 — є одним із розробників та ініціаторів створення «платформи діалогу „Єдність“» для зміцнення співпраці урядового та неурядового секторів щодо вирішення проблем еміграції українців та захисту прав громадян за межами країни; встановлення багатосекторальних зв'язків українців різних точок світу для підвищення комунікаційної взаємодії пошуку шляхів сталого розвитку країни, зокрема шляхів реінтеграції та репатріації. Проєкт затверджений Вченою радою ПНПУ ім. Ушинського[джерело?].
З 2014 — регулярно виступає на ТБ та радіо («Прямий», «НАШ», «Громадське телебачення», «Радіо «Свобода»», «Україна», «UA: Крим», «4 Канал», «UA: Українське радіо», Думська ТВ, ISLND TV та проросійські канали NewsOne, 112 Україна, «ZIK») як запрошений експерт із питань політики, веде блоги.

## Наукова діяльність
З 2016 займається науковою діяльністю, досліджуючи «Репутації політичних партій в Україні: особливості формування та актуалізація в контексті політичної культури українського суспільства».

### Публікації
- Олігархічний лобізм як відображення репутації політичної партії / Буряченко О. В., Похило І. Д., Годний С. П. S.P.A.C.E. : SOCIETY, POLITICS, ADMINISTRATION IN CENTRAL EUROPE[12];
- Репутаційний капітал політичних партій України / Буряченко О. В., Корнієнко В. О. — Тернопіль: Крок, 2017[13];
- Репутація політичної партії: сутність та чинники формування / Буряченко О. В., Корнієнко В.  О.. — Переяслав-Хмельницький, 2017. Вип. 42[14];
- «Людський капітал» як основа формування репутації сучасного політика / Буряченко О. В. — Вінниця: ВНТУ, 2017[15];
- Комунікаційні аспекти формування репутації політичної парті / Буряченко О. В. Науковий часопис Національного педагогічного університету імені М. П. Драгоманова. Випуск 24. 2018[16];
- Політична культура та свідомість як чинник формування репутації політичної партії / Буряченко О. В. Наукове видання: Регіональні студії. № 13. Ужгород, 2018;
- Партійна ідеологія: система цінностей, або синдром «суспільної кататонії»? / Буряченко О. В., Корнієнко В. О., Денисюк С. Г. — Гілея, 2017. — Вип. 117 (2).[17];
- Репутація політичної партії: структурні компоненти та суспільно-значущі функції / Буряченко О. В. "Видавництво «Гілея», 2018. Вип. 135 (8)[18];
- Інституалізація політичних партій України як чинник формування позитивної репутації / Буряченко О. В.. "Видавництво «Гілея», 2018. Вип. 137 (10)[19];
- Репутація політичної партії: основні підходи до її розуміння / Буряченко О. В. // Studia Politologica Ucraino-Polona. — Випуск 8. — 2018[20];
- Імідж та репутація політичної партії: аксіологічні основи та шляхи оптимізації / Буряченко О. В., Корнієнко В. О., Антемюк В. Д. Монографія. Вінниця: ВНТУ, 2018[21];
- Репутація як чинник міжпартійної конкуренції / Буряченко О. В., Корнієнко В. О.. Innovative solutions in modern science. Dubai : 2017. № 5 (14);
- Репутація і імідж лідера партії: координація і субординація понять / Буряченко О. В. Тернопіль: Крок, 2018;
- Репутація партії в системі єдиного політичного дизайну / Буряченко О. В. Вінниця: ВНТУ, 2018[22];
- Репутація політичної партії як аналог образу влади / Буряченко О. В. — Вінниця: ВНТУ. 2019.